# Davies Phiri
Davies Phiri (Mufulira, 1º aprile 1974) è un allenatore di calcio ed ex calciatore zambiano di ruolo portiere, preparatore dei portieri della nazionale zambiana.

## Carriera

### Club
Ha giocato nel massimo campionato zambiano e sudafricano.

### Nazionale
Con la maglia della Nazionale ha disputato quattro edizioni della Coppa d'Africa, giungendo al terzo posto nel 1996.